# Schloss Unterschönreuth

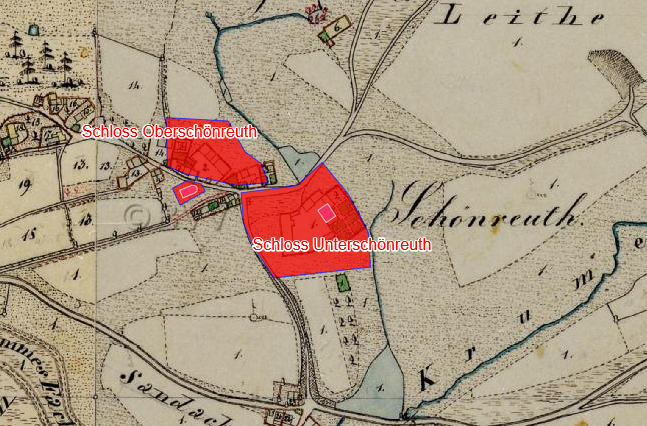
Lageplan von Schloss Ober- und Unterschönreuth im Urkataster von Bayern

Das Schloss Unterschönreuth befindet sich im Gemeindeteil Schönreuth der Oberpfälzer Stadt Kemnath im Landkreis Tirschenreuth (Schönreuth 1). Es steht am Ostrand des Dorfes an einem Weiher und ist unter der Aktennummer D-3-77-129-72 als Baudenkmal verzeichnet. „Archäologische Befunde des Mittelalters und der frühen Neuzeit im Bereich des ehem. Schlosses Unterschönreuth, darunter die Spuren von Vorgängerbauten bzw. älterer Bauphasen“ werden zudem als Bodendenkmal unter der Aktennummer D-3-6137-0066 geführt.

## Geschichte
In Schönreuth befanden sich drei adelige Ansitze, von denen nur mehr das Schloss Unterschönreuth erhalten ist. Das Schloss Oberschönreuth ist bei einem Brand von 1819 vernichtet worden. Zudem war hier eine Burghut der Burg Waldeck, wobei nicht klar ist, ob es sich um eine eigenständige Anlage oder um das Schloss Oberschönreuth gehandelt hat. Nicht geklärt ist auch, auf welchem dieser Ansitze der Ortsadel der Schönreuther zu lokalisieren ist. Jedenfalls werden diese bereits in dem Lehenbuch der Leuchtenberger vor 1400 erwähnt.
Der Name Untern Schönreuth wird erst 1651 genannt. Es könnte sich dabei um den 1488 genannten Anteil am Leuchtenberger Lehen gehandelt haben (Ansitz am Weiher), der dem Kaspar Bärnklau gehörte. 1518 bis 1550 ist hier Sebastian Bärnklau der Lehensinhaber. Dann verkauft er das Gut an seinen Schwager Adam Pfreimder, der 1599 bis 1615 in den Landsassenmatrikeln genannt wird. Ab 1617 ist hier Hans Pfreimder der Ältere und ab 1652 sein Sohn Hans Adam der Jüngere eingetragen. Bis 1709 ist noch Hans Matthias Pfreimder genannt. 1747 geht der Besitz an die von Mosern über, denen auch die anderen Anteile an Schönreuth gehörten. 1790 kommt der ganze Besitz an die von Cammerloh. 
1694 brennt das Schloss zusammen mit dem Gut Obernschönreuth ab, wird aber in den folgenden Jahren wieder aufgebaut.

Belagerung der Burg Waldeck 1704 mit Schloss Unterschönreuth, vorne links

## Schloss Unterschönreuth einst und jetzt
Bei der Belagerung der Burg Waldeck 1704 wurde diese von Schloss Unterschönreuth aus beschossen. Das Schloss erscheint auf der Abbildung als ein zweigeschossiger Quaderbau mit einem Satteldach. Daneben befanden sich zwei Wirtschaftsgebäude, die mit dem Schloss durch einen Palisadenzaun verbunden waren.
Heute ist das ehemalige Schloss ein dreigeschossiger, verputzter Massivbau mit einem Walmdach und geohrten, profilierten Gewänden. Das Gebäude weist erneuerte barocke Bauformen auf. Eine Hausmadonna stammt aus dem frühen 18. Jahrhundert. Daneben sind niedrige Gebäude aus dem 18. oder 19. Jahrhundert zu erkennen. Das Schloss liegt an einem Weiher, in den auch ein Springbrunnen mit einer Fontäne eingebaut ist.
Zu dem Schloss gehörte auch eine Schlosskapelle, die erstmals im 14. Jahrhundert erbaut und dem hl. Laurentius oder dem hl. Ägidius geweiht war. Nach einem Stiftsbrief von 1477 hat die Familie Bernklau aus Schönreuth hier eine Messe gestiftet. 1694 fiel auch die Kapelle dem schon erwähnten Brand zum Opfer; die wiedererbaute zweite Kapelle war dem hl. Sebastian geweiht. Am 2. August 1819, dem Portiunculafest, schlug nachmittags der Blitz in den oberen Schlossstadel, das Feuer griff auf die Kirche über und legte das obere Schloss mit drei weiteren Häusern in Schutt und Asche. 1843/44 bauten die Schönreuther ihre Kapelle unter Benützung alten Mauerwerks zum dritten Mal auf.

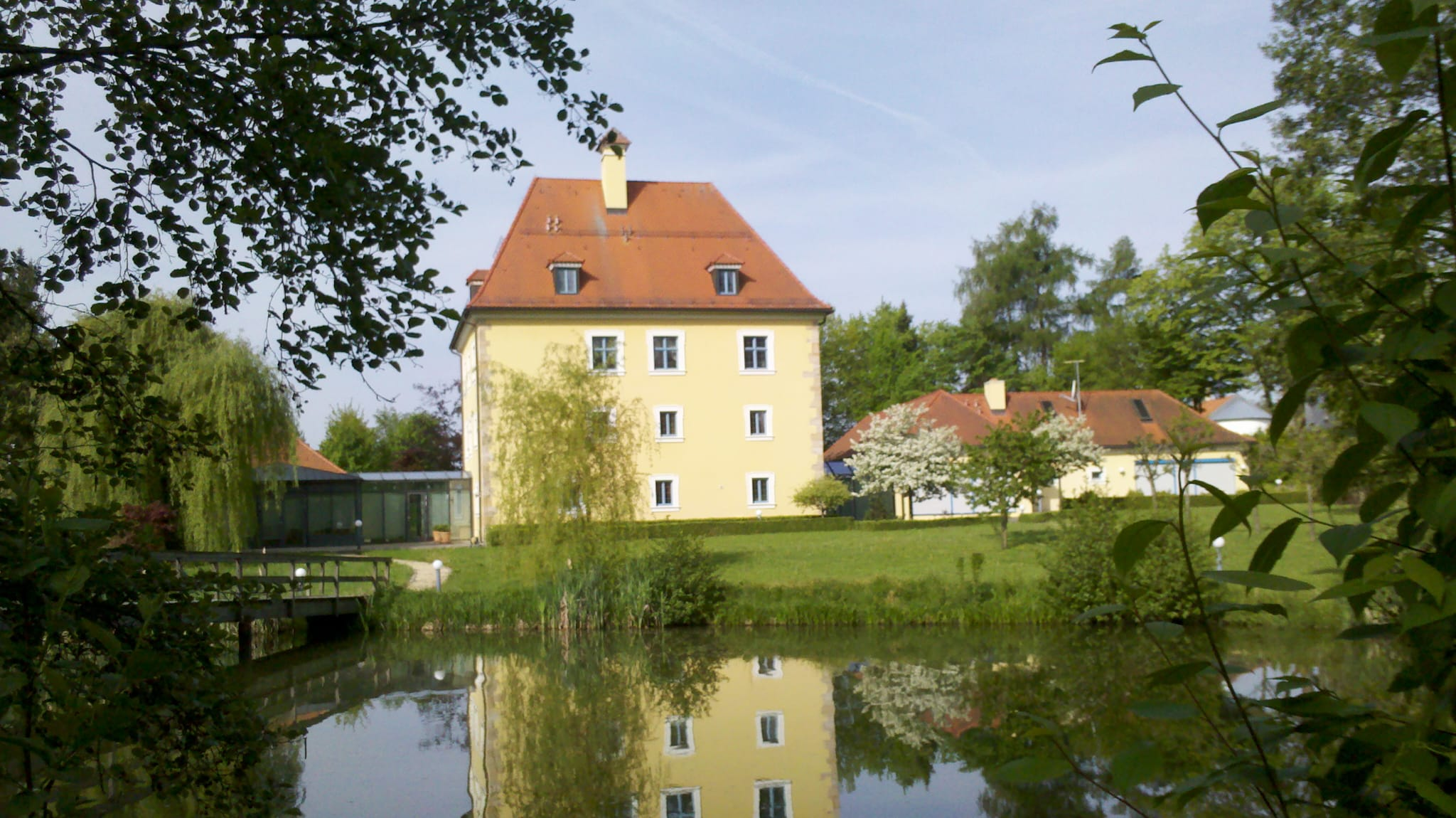
Schloss Schönreuth mit Schlossweiher, 2006.

In den 1980er und 1990er Jahren wurde das Schloss von dem Opernsänger Peter Hofmann (1944–2010) bewohnt, der auch als Rockmusiker bekannt wurde. 
Heute befindet sich das Schloss in Privatbesitz und ist nicht öffentlich zugänglich. 